# Nikão
Maycon Vinícius Ferreira da Cruz (Montes Claros, 29 de julho de 1992), mais conhecido como Nikão, é um futebolista brasileiro que atua como meio-campista ou ponta-esquerda. Atualmente está no Guangdong GZ-Power.

## Carreira

### Categorias de base
Nikão começou a carreira nas categorias de base no Mirassol, tendo sido emprestado ainda por bases de clubes do exterior, como CSKA Moscou e PSV Eindhoven. Em 2008 foi adquirido pelo Palmeiras, onde ficou até 2009, quando se transferiu para o Santos. Pelo clube santista, destacou-se na campanha da Copa São Paulo de Futebol Júnior de 2010.

### Atlético Mineiro
Ainda em 2010, o Atlético Mineiro acertou a contratação do meia, que foi integrado aos profissionais no decorrer do ano. Nikão passou a maior parte da temporada no banco de reservas, tendo poucas oportunidades de jogo.

### Vitória
Foi emprestado ao Vitória no dia 9 de fevereiro de 2011. Estreou no dia 2 de março, marcando o gol da vitória sobre o Vitória da Conquista por 1 a 0. No jogo seguinte, marcou mais dois no triunfo por 4 a 2 sobre o Juazeiro. Nas seis partidas próximas, marcou mais seis gols, contabilizando nove gols em seus oito primeiros jogos. No entanto, não fez boas partidas nas finais do estadual e passou a ser criticado pela torcida do rubro-negro baiano.

### Bahia
No dia 25 de maio, foi confirmada a sua transferência para o Bahia, maior rival do Vitória.

### Atlético Mineiro e Ponte Preta
Após poucos jogos pelo Bahia, o jogador retornou ao Atlético Mineiro a pedido do técnico Cuca. Pouco aproveitado na equipe mineira, Nikão foi emprestado à Ponte Preta até o final de 2012.
Ao final do empréstimo, o Atlético Mineiro propôs a troca de Nikão pelo lateral Cicinho, da Ponte Preta, mas o clube de Campinas rejeitou a proposta. Nikão chegou a ser especulado no Atlético Paranaense, mas acabou reintegrado ao elenco do Galo para a temporada 2013.

### América Mineiro
Após mais um começo de temporada sem chances no Galo, Nikão foi novamente emprestado, desta vez ao América Mineiro. O jogador assinou com o Coelho até o final de novembro.

### Linense e Ceará
Em fevereiro de 2014 foi emprestado ao Linense. Após o término do Campeonato Paulista, o meia acertou com o Ceará em abril. Vivendo altos e baixos no Vozão, Nikão teve um baixo desempenho nas rodadas finais da Série B e acabou tendo seu contrato rescindido.
Pelo Ceará, Nikão teve uma boa passagem, atuando em 36 jogos e marcando sete gols.

### Athletico Paranaense
Foi anunciado pelo Atlético Paranaense em janeiro de 2015, assinando por três temporadas. Pelo Furacão, Nikão conquistou o Campeonato Paranaense de 2016 e foi peça importante no título da Copa Sul-Americana de 2018.
No dia 13 de fevereiro de 2019, o meia renovou seu vínculo com o clube até o final de 2021. Em 2019 fez parte da equipe que conquistou da Copa do Brasil, além de ter sido campeão da Copa Suruga Bank, no Japão.
Foi decisivo no dia 27 de outubro de 2021, no jogo de volta da semifinal da Copa do Brasil, contra o Flamengo, no Maracanã. Nikão teve grande atuação, marcou dois gols e o Furacão venceu por 3 a 0.
Em novembro de 2021, foi novamente crucial para o Furacão, ao fazer de voleio o gol da vitória por 1–0 na final da Copa Sul-Americana de 2021.
Nikão deixou o Furacão após sete temporadas, onde disputou 314 partidas, com 47 gols marcados e 36 assistências. Ele conquistou oito títulos com a camisa rubro-negra.

### São Paulo
Em 11 de janeiro de 2022, assinou com o São Paulo até o fim de 2024.
| “ | Que Deus me abençoe nessa nova jornada, e que eu possa seguir sendo feliz fazendo aquilo que amo. Desafio e responsabilidade enorme em vestir as cores de um dos maiores clubes da América do Sul. Que eu consiga fazer parte dessa linda história, escrevendo páginas e mais páginas com a camisa do São Paulo. Muita gente que fez história nesse clube, conquistou títulos. Estou aqui com esse objetivo, ajudar o clube a conquistar títulos importantes, porque foi com isso que o São Paulo acostumou o seu torcedor, ganhando grandes campeonatos e fazendo grandes jogos. Por isso que eu escolhi estar aqui no São Paulo. Vamos juntos! | ” |

Em 20 de janeiro foi apresentado numa coletiva virtua no CT da Barra Funda, assumindo a sagrada camisa de número 10. O jogador realizou sua estreia no dia 27 de janeiro, na derrota por 2 a 1 sobre o Guarani na primeira rodada do Campeonato Paulista.
No dia 20 de fevereiro, no clássico San-São contra o Santos, Nikão foi eleito o melhor jogador da partida por dar duas assistências para os gols de Eder e Rodrigo Nestor. Na ocasião, o São Paulo venceu por 3 a 0 na Vila Belmiro.
Em 19 de março, Nikão perdeu um pênalti na partida contra o Botafogo de Ribeirão Preto. Apesar do Tricolor ter vencido o jogo por 2 a 1, no momento do lance do meio-campista o jogo se encontrava ainda em 1 a 0 para a equipe do Morumbi, porém minutos após a perda da penalidade, o time levou o empate, mas acabou conseguindo a vitória. Após a partida, o jogador foi muito criticado pelos torcedores do São Paulo.
Já no dia 22 de março, Nikão deu de calcanhar a assistência para o gol de Marquinhos na vitória por 4 a 1 sobe o São Bernardo, válida pelas quartas de final do Paulistão, que classificou o Tricolor para as semifinais da competição. Se tornou ali, empatado com Rodrigo Nestor, o líder de assistências do time na temporada até aquele momento, com três passes pra gol.
Em 15 de maio, Nikão marcou o gol da vitória de virada por 2 a 1 sobre o Cuiabá, no Morumbi, pelo Campeonato Brasileiro, sendo este seu primeiro gol pelo tricolor paulista. Em seu gol, após uma bola lançada para direita, Emiliano Rigoni cruzou na área, a defesa cuiabana tentou afastar, até que Jonathan Calleri deu um leve desvio para Nikão, no lado direito da área, chegar chapando no canto do goleiro Walter e garantir a vitória para o Tricolor.
Devido a uma lesão, Nikão ficou um tempo de aproximadamente um mês sem jogar, voltando a ser relacionado apenas em 14 de julho, quando mesmo derrotado por 2 a 1 pelo Palmeiras, o Tricolor levou pelo agregado a partida para as penalidades e se classificou para as quartas de final da Copa do Brasil. No confronto, Nikão entrou durante o segundo tempo e, inclusive, bateu com muita classe o terceiro pênalti do São Paulo na decisão.
Em 20 de julho, Nikão jogou muito bem e marcou dois gols no empate do São Paulo por 3 a 3 contra o Internacional, no Beira-Rio. Em seu primeiro gol, após uma boa triangulação de Igor Vinícius e Nestor pela direita, o camisa 2 são-paulino cruzou rasteiro para Nikão, na segunda trave, empurrar a bola para o gol. O seu segundo gol, bem parecido com o primeiro, foi após Luciano tocar para o mesmo Igor Vinícius da jogada anterior devolver no agora camisa 11 pela direita, que cruzou rasteiro para Nikão na cara do gol marcar o segundo do Tricolor no jogo.
No dia 3 de agosto, Nikão marcou o gol da vitória do Tricolor por 1 a 0 sobre o Ceará, no jogo de ida das quartas da Copa Sul-americana. No lance do gol, Igor Vinícius avançou pela direita, cortou pro meio e tocou para Nikão, que recebeu do lado direito, girou e encheu o pé esquerdo, finalizando no canto alto do goleiro.
Dos 32 jogos disputados por Nikão em 2022, apenas 15 foram como titular. O meia sofreu bastante com problemas físicos ao longo do ano.

### Cruzeiro
Em dezembro de 2022, foi emprestado ao Cruzeiro para a temporada 2023. Nikão marcou seu primeiro gol já em seu primeiro jogo pelo clube, no dia 21 de janeiro, numa vitória por 2 a 1 contra o Patrocinense, válida pelo Campeonato Mineiro.
Encerrou sua passagem pela equipe celeste no final de 2023, tendo atuado em 31 jogos, com quatro gols e três assistências.

### Retorno ao São Paulo
Nikão retornou ao São Paulo após a passagem apagada pelo Cruzeiro, mas não conseguiu oportunidades de sequência na equipe tricolor. Assim, encerrou esta curta passagem com apenas seis jogos disputados.

### Retorno ao Athletico Paranaense
Em 19 de abril de 2024, Nikão teve o seu retorno anunciado pelo Athletico Paranaense. A contratação foi realizada por empréstimo junto ao São Paulo, e o jogador assinou com o Furacão até o final do ano.
Nikão em setembro, chegou a ser afastado após divergências com o técnico Martín Varini, mas foi reintegrado depois por Lucho González. Nikão fez alguns gols na reta final da temporada, mas virou um dos alvos da torcida pelo rebaixamento.

## Estatísticas
Atualizadas até 30 de janeiro de 2024

### Clubes
| Equipe               | Temporada         | Campeonato nacional | Campeonato nacional | Campeonato nacional | Copa nacional[a] | Copa nacional[a] | Copa nacional[a] | Competições continentais[b] | Competições continentais[b] | Competições continentais[b] | Outros torneios[c] | Outros torneios[c] | Outros torneios[c] | Total | Total | Total   |
| Equipe               | Temporada         | Jogos               | Gols                | Assist.             | Jogos            | Gols             | Assist.          | Jogos                       | Gols                        | Assist.                     | Jogos              | Gols               | Assist.            | Jogos | Gols  | Assist. |
| -------------------- | ----------------- | ------------------- | ------------------- | ------------------- | ---------------- | ---------------- | ---------------- | --------------------------- | --------------------------- | --------------------------- | ------------------ | ------------------ | ------------------ | ----- | ----- | ------- |
| Atlético Mineiro     | 2010              | 3                   | 0                   | 0                   | —                | —                | —                | 2                           | 0                           | 0                           | —                  | —                  | —                  | 5     | 0     | 0       |
| Atlético Mineiro     | 2012              | —                   | —                   | —                   | —                | —                | —                | —                           | —                           | —                           | 1                  | 0                  | 0                  | 1     | 0     | 0       |
| Atlético Mineiro     | 2013              | —                   | —                   | —                   | —                | —                | —                | —                           | —                           | —                           | 0                  | 0                  | 0                  | 0     | 0     | 0       |
| Atlético Mineiro     | Total             | 3                   | 0                   | 0                   | —                | —                | —                | 2                           | 0                           | 0                           | 1                  | 0                  | 0                  | 6     | 0     | 0       |
| Vitória              | 2010              | 1                   | 0                   | 0                   | —                | —                | —                | —                           | —                           | —                           | 12                 | 9                  | 0                  | 13    | 9     | 0       |
| Vitória              | Total             | 1                   | 0                   | 0                   | —                | —                | —                | —                           | —                           | —                           | 12                 | 9                  | 0                  | 13    | 9     | 0       |
| Bahia                | 2010              | 7                   | 0                   | 2                   | —                | —                | —                | —                           | —                           | —                           | —                  | —                  | —                  | 7     | 0     | 2       |
| Bahia                | Total             | 7                   | 0                   | 2                   | —                | —                | —                | —                           | —                           | —                           | —                  | —                  | —                  | 7     | 0     | 2       |
| Ponte Preta          | 2012              | 29                  | 1                   | 3                   | —                | —                | —                | —                           | —                           | —                           | —                  | —                  | —                  | 29    | 1     | 3       |
| Ponte Preta          | Total             | 29                  | 1                   | 3                   | —                | —                | —                | —                           | —                           | —                           | —                  | —                  | —                  | 29    | 1     | 3       |
| América Mineiro      | 2013              | 29                  | 3                   | 3                   | 4                | 1                | 0                | —                           | —                           | —                           | 5                  | 2                  | 0                  | 38    | 6     | 3       |
| América Mineiro      | Total             | 29                  | 3                   | 3                   | 4                | 1                | 0                | —                           | —                           | —                           | 5                  | 2                  | 0                  | 38    | 6     | 3       |
| Linense              | 2014              | —                   | —                   | —                   | —                | —                | —                | —                           | —                           | —                           | 7                  | 0                  | 0                  | 7     | 0     | 0       |
| Linense              | Total             | —                   | —                   | —                   | —                | —                | —                | —                           | —                           | —                           | 7                  | 0                  | 0                  | 7     | 0     | 0       |
| Ceará                | 2014              | 28                  | 4                   | 3                   | 8                | 3                | 0                | —                           | —                           | —                           | —                  | —                  | —                  | 36    | 7     | 3       |
| Ceará                | Total             | 28                  | 4                   | 3                   | 8                | 3                | 0                | —                           | —                           | —                           | —                  | —                  | —                  | 36    | 7     | 3       |
| Athletico Paranaense | 2015              | 31                  | 4                   | 7                   | 1                | 0                | 0                | 4                           | 1                           | 2                           | 6                  | 1                  | 0                  | 42    | 6     | 9       |
| Athletico Paranaense | 2016              | 19                  | 1                   | 2                   | 3                | 0                | 0                | —                           | —                           | —                           | 14                 | 1                  | 0                  | 36    | 2     | 2       |
| Athletico Paranaense | 2017              | 29                  | 2                   | 2                   | 2                | 1                | 0                | 11                          | 3                           | 1                           | 6                  | 1                  | 0                  | 48    | 7     | 3       |
| Athletico Paranaense | 2018              | 32                  | 2                   | 6                   | 7                | 0                | 0                | 11                          | 4                           | 2                           | —                  | —                  | —                  | 50    | 6     | 8       |
| Athletico Paranaense | 2019              | 23                  | 5                   | 2                   | 8                | 1                | 0                | 10                          | 0                           | 2                           | 1                  | 0                  | 0                  | 42    | 6     | 4       |
| Athletico Paranaense | 2020              | 26                  | 3                   | 4                   | 2                | 0                | 0                | 3                           | 0                           | 2                           | 7                  | 6                  | 1                  | 38    | 9     | 7       |
| Athletico Paranaense | 2021              | 27                  | 3                   | 5                   | 9                | 2                | 1                | 12                          | 4                           | 5                           | 3                  | 2                  | 1                  | 51    | 11    | 12      |
| Athletico Paranaense | Total             | 187                 | 20                  | 28                  | 32               | 4                | 1                | 51                          | 12                          | 14                          | 37                 | 11                 | 2                  | 307   | 47    | 45      |
| São Paulo            | 2022              | 11                  | 3                   | 0                   | 6                | 0                | 0                | 3                           | 1                           | 1                           | 12                 | 0                  | 3                  | 32    | 4     | 4       |
| São Paulo            | 2024              | 0                   | 0                   | 0                   | 0                | 0                | 0                | 0                           | 0                           | 0                           | 3                  | 0                  | 0                  | 3     | 0     | 0       |
| São Paulo            | Total             | 11                  | 3                   | 0                   | 6                | 0                | 0                | 3                           | 1                           | 1                           | 15                 | 0                  | 3                  | 35    | 4     | 4       |
| Cruzeiro             | 2023              | 22                  | 2                   | 3                   | 2                | 0                | 0                | —                           | —                           | —                           | 7                  | 2                  | 0                  | 31    | 4     | 3       |
| Cruzeiro             | Total             | 22                  | 2                   | 3                   | 2                | 0                | 0                | —                           | —                           | —                           | 7                  | 2                  | 0                  | 31    | 4     | 3       |
| Total na carreira    | Total na carreira | 317                 | 33                  | 42                  | 52               | 8                | 1                | 56                          | 13                          | 15                          | 84                 | 24                 | 5                  | 509   | 78    | 63      |

- a. ^ Jogos da Copa do Brasil e Supercopa do Brasil
- b. ^ Jogos da Copa Sul-Americana, Copa Libertadores e Recopa Sul-Americana
- c. ^ Jogos do Campeonato Baiano, Campeonato Mineiro, Campeonato Paulista, Campeonato Paranaense, Primeira Liga do Brasil e Copa Suruga Bank

## Títulos
São Paulo
- Supercopa Rei: 2024[50]

Athletico Paranaense
- Campeonato Paranaense: 2016 e 2020[51]
- Copa Sul-Americana: 2018 e 2021[52]
- Copa Suruga Bank: 2019
- Copa do Brasil: 2019

Ceará
- Campeonato Cearense: 2014

### Prêmios individuais
- Melhor Jogador da Final da Copa Sul-Americana: 2021
- Seleção da Copa Sul-Americana: 2021
- Cidadão Honorário de Curitiba: 2021[53]